# The Scarecrow (пісня)
The Scarecrow — композиція британського гурту Pink Floyd, написана вокалістом і гітаристом групи Сідом Барреттом. Вперше вийшла на стороні «Б» другого синглу групи «See Emily Play» (виданий 16 червня 1967 року), потім ввійшла до дебютного альбому групи «The Piper at the Gates of Dawn» (виданий 5 серпня 1967 року) передостаннім треком.
Текст пісні має екзистенціальний характер: в ній Сід Барретт уподібнює своє власне буття існування лякала, що стоїть в поле і байдужого до своєї долі.
Існують два відео з виконанням цієї пісні. Перше знято в липні 1967 року і є представником групи з Сідом Барреттом, а друге — в 1968 році, з Девідом Гілмором, що замінив Барретта.

## Учасники запису
- Сід Барретт — електрогітара, 6 і 12-струнні акустичні гітари, вокал

- Річард Райт — електрорган Фарфіса, флейта[3], віолончель, бек-вокал

- Роджер Уотерс — бас-гітара, смичковий бас

- Нік Мейсон — темпл-блоки, металеві банки